# Moss Christie
Moss Christie (26 november 1902 - 19 december 1978) was een Australisch zwemmer.
Moss Christie nam eenmaal deel aan de Olympische Spelen; in 1924. In 1924 nam hij deel aan het onderdeel 4x200 meter vrije slag. Hij maakte deel uit van het team dat het zilver wist te veroveren.
Frank Beaurepaire · 
Boy Charlton · 
Moss Christie · 
Ernest Henry · 
Ivan Stedman